# كاي تومسون
كاي تومسون هي متزلجة فنية كندية، ولدت في 18 فبراير 1964 في تورونتو في كندا.

## وصلات خارجية
- كاي تومسون على موقع أوليمبيديا (الإنجليزية)